# Giovanni Mira
Giovanni Mira (Milano, 1º giugno 1891 – Alzano Lombardo, 6 luglio 1966) è stato uno storico e antifascista italiano.

## Biografia
Appartenente a una agiata famiglia della borghesia milanese (suo padre era commerciante di seta) frequentò la Scuola internazionale, un istituto di Milano frequentato soprattutto da studenti non italiani, e successivamente il Liceo classico Giuseppe Parini. Conseguita la maturità, nel 1910 si iscrisse alla facoltà di lettere e decise di anticipare il servizio militare in quanto l'arruolamento volontario permetteva una riduzione del periodo di ferma. Nell'ottobre 1911 fu inviato in Libia per lo scoppio della Guerra italo-turca dove partecipò fra l'altro alla battaglia delle Due Palme (12 marzo 1912); promosso sottotenente di complemento prolungò la ferma diventando ufficiale di complemento. Congedato nel maggio 1913 per aver contratto il tifo, completò gli studi  universitari; si interessò soprattutto alla storia moderna, disciplina nella quale fu allievo di Gioacchino Volpe. Chiuderà i suoi rapporti con Volpe nel novembre 1920 dopo l'adesione dello storico al fascismo.
Richiamato alle armi presso il 24º reggimento di fanteria di Novara nel luglio 1914, fu gravemente ferito durante un assalto sul monte Coston durante la prima guerra mondiale e, giudicato permanentemente invalido, nell'estate del 1916 ottenne il congedo illimitato dall'esercito. Cominciò a insegnare come supplente finché l'8 marzo 1923 vinse il concorso nazionale per l'insegnamento di geografia e storia «in sedi di primaria importanza»; Mira scelse il Parini. Nel frattempo aumentò la sua attività antifascista. Direttore del periodico "Il Caffè", fra il 1924 e il 1925 fu, assieme a Giovanni Amendola, tra i fondatori dell'Unione nazionale (liberale). L'attività politica determinò un trasferimento punitivo a Catania; avendo presentato ricorso e chiesto l'aspettativa, il 16 dicembre 1925 fu dichiarato dimissionario dal ministro fascista della Pubblica istruzione Pietro Fedele. Inserito nell'elenco degli oppositori, gli fu impedito di fatto anche un lavoro in settori privati: assunto dalla De Agostini gli venne ritirato il passaporto e fu iscritto nella rubrica di frontiera per impedirne l'espatrio. Dal 1942 al 1945 si trasferì a Montopoli di Sabina (piccolo paese vicino a Roma) in provincia di Rieti, dove avrebbe partecipato alla Resistenza. Sotto il governo Badoglio gli fu affidato l'incarico di riorganizzare l'Opera Nazionale Combattenti, di cui fu commissario fino al 1952; nel 1945 fu capo della segreteria personale di Ferruccio Parri, allora presidente del Consiglio. Nel 1946 fu vicepresidente del Touring Club Italiano ed entrò nel consiglio direttivo dell'Istituto per gli studi di economia. Per il riacutizzarsi dell'invalidità legata alle ferite della prima guerra mondiale, Mira fu costretto a ritirarsi dal lavoro: si ritirò ad Alzano Lombardo, dove morì.
Mira non abbandonò mai gli studi storici. Il suo nome è legato alla monumentale Storia d'Italia nel periodo fascista scritta assieme a Luigi Salvatorelli, pubblicata nel 1956 con Einaudi.